# The Island (film, 2018)
Pour les articles homonymes, voir The Island.
Pour plus de détails, voir Fiche technique et Distribution.
The Island (一出好戏, Yi chu haoxi, litt. « Un bon spectacle ») est une comédie chinoise réalisée par Huang Bo, sortie le 10 août 2018 en Chine.
Le film est premier du box-office chinois de 2018 lors de sa première semaine d'exploitation.

## Synopsis
Un événement cataclysmique amène un homme qui rêve de gagner à la loterie et de séduire la belle Shanshan à se retrouver naufragé sur une île avec ses collègues.

## Distribution
- Huang Bo : Ma Jin
- Shu Qi : Shanshan
- Wang Baoqiang
- Lay Zhang
- Yu Hewei
- Wang Xun (en)